# Hubert Ebner
Hubert Ebner es un deportista italiano que compitió en luge. Ganó una medalla de plata en el Campeonato Mundial de Luge de 1957, en la prueba doble.

## Palmarés internacional
| Campeonato Mundial | Campeonato Mundial | Campeonato Mundial | Campeonato Mundial |
| Año                | Lugar              | Medalla            | Prueba             |
| ------------------ | ------------------ | ------------------ | ------------------ |
| 1957               | Davos (Suiza)      | Medalla de plata   | Doble              |